# Transaminierung
Transaminierung bezeichnet eine Verschiebung der α-Aminogruppe einer Aminosäure auf eine α-Ketosäure.
Dadurch werden eine neue Aminosäure und eine neue α-Ketosäure gebildet. Diese Reaktion wird durch die Aminotransferasen und das Coenzym Pyridoxalphosphat katalysiert. Pyridoxalphosphat ist die aktive Form von Pyridoxin (Vitamin B6).
Ein Beispiel für diese Reaktion ist die Umwandlung von alpha-Ketoglutarat und Alanin zu Glutaminsäure und Pyruvat und umgekehrt. Auf diese Weise kann der Organismus (nicht essentielle) Aminosäuren selbst herstellen oder abbauen.
Die Bedeutung und der Mechanismus der Transaminierung im Stoffwechsel wurde ab den 1930er Jahren vom russischen Biochemiker Alexander E. Braunstein erkannt.